# Johanneskirche (Calden)

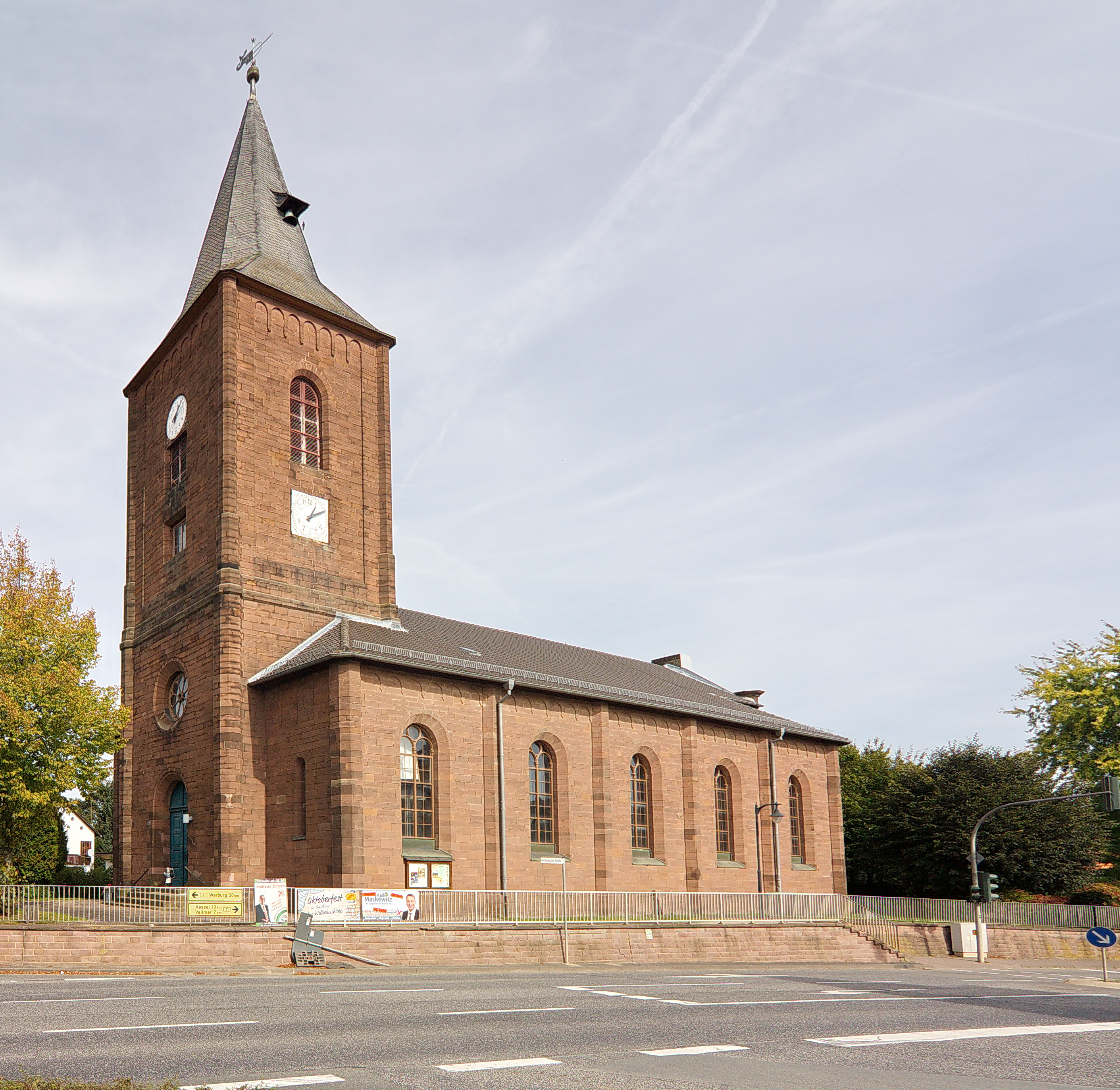
Johanneskirche

Die evangelisch-unierte Johanneskirche steht in Calden, einer Gemeinde im nordhessischen Landkreis Kassel. Die Kirchengemeinde gehört zum Kirchenkreis Hofgeismar-Wolfhagen im Sprengel Kassel der Evangelischen Kirche von Kurhessen-Waldeck.

## Beschreibung
Die spätklassizistisch-neuromanische Saalkirche aus Backsteinen wurde 1845–49 von Landbaumeister Schnackenberg erbaut. Sie hat einen eingestellten Kirchturm im Westen und einen flachen, rechteckigen Chor im Osten. Die Wände des mit einem Walmdach bedeckten Kirchenschiffs aus 5 Jochen ist mit Lisenen gegliedert, zwischen denen sich hohe zweibahnige Bogenfenster befinden. Unter der Dachtraufe befindet sich ein Bogenfries. Der Turm ist mit einem achtseitigen, spitzen, schiefergedeckten Helm bedeckt, an dem eine Schlagglocke hängt. 
Der Innenraum wird durch achteckige Pfeiler längs in drei Bereiche unterteilt, der mittlere ist mit einem hölzernen Tonnengewölbe überspannt, die seitlichen sind flachgedeckt. Im Chor steht ein gotisches Sakramentshaus aus dem Vorgängerbau. Am Altar ist ein hölzernes Relief mit Szenen aus dem Johannesevangelium angebracht, das Hermann Pohl 1993 geschaffen hat. Die klassizistische Kanzel wurde 1968 in die Empore integriert, auf der die Orgel steht. Die Orgel im spätbarocken Orgelprospekt wurde 1781 von Johann Stephan Heeren gebaut.